# Parsegh Bedros IV. Avkadian
Parsegh Bedros IV. Avkadian OAM, auch Basilus Petrus IV. Avkadian, armenisch: Բարսեղ Պետրոս Դ. Աւգատեան, (* ?; † 6. Februar 1788) war der vierte armenisch-katholische Patriarch von Kilikien. Er wurde am 1. Dezember 1780 gewählt und am 6. Februar 1781 in seinem Amt bestätigt. In die Geschichte der armenisch-katholischen Kirche ging er als ein sehr spiritueller Patriarch ein.

## Leben
Parsegh Avkadian kam aus dem syrischen Aleppo und war ein Ordenspriester der Armenischen Antonianer. Der Priester Avkadian war im Patriarchat der ersten drei Patriarchen von Kilikien tätig und erlangte in diesen fast vierzig Jahren ein hohes Ansehen. Als Bischof und späterer Patriarch von Kilikien soll er ständig seine Mönchskleidung getragen haben. Während seiner Amtszeit verfasste er zehn umfassende Konstitutionen – ähnlich einer Apostolischen Konstitution, in denen er das Verhältnis zwischen dem Patriarchen und seinen Bischöfen regulierte.